# Anna Murashige
Anna Murashige (村重 杏奈, Murashige An'na) (russe : Анна Мурашиге), née le 29 juillet 1998 dans la préfecture de Yamaguchi, est une chanteuse et tarento russe-japonaise, ancienne membre du groupe HKT48 et NMB48 de 2011 à 2021. Elle est représentée par Twin Planet (en),.